# Проклятие Амитивилля
«Проклятие Амитивилля» (англ. The Amityville Curse, он же Ужас Амитивилля 5) — фильм ужасов о сверхъестественном 1990 года, снятый Томом Берри, с Ким Коутс, Кассандрой Гавой и Яном Рубешем в главных ролях. Он снят по мотивам одноименного романа Ганса Хольцера. Это пятый фильм из серии фильмов ужасов Амитивилля.
Фильм приняли крайне негативно, а Каветт Биньон с веб-сайта AllMovie написал о фильме: «Эта пятая часть утомительного сериала ужасов настолько далека от своего творчески истощенного исходного материала, что возникает вопрос, почему создатели фильма удосужились использовать отсылку к „Амитивиллю“ в названии. На самом деле, есть некоторый вопрос относительно того, считается ли дом с привидениями, показанный здесь, тем же самым проклятым жилищем, которое было установлено в четырех предыдущих главах».
В настоящее время у него рейтинг 16 % на Rotten Tomatoes.

## Сюжет
В Амитивилле, штат Нью-Йорк, в том же городе, где Рональд ДеФео-младший убил свою семью в 1974 году, католический священник застрелен в исповедальне в своей приходской церкви. После убийства будка убирается и хранится в подвале дома причта.
Двенадцать лет спустя психолог Марвин и его жена Дебби покупают дом духовенства. Пара приглашает своих трех друзей: Фрэнка, Билла и Эбигейл помочь отремонтировать дом. Дебби сразу же возмущается домом и слышит шум, доносящийся из подвала, но Марвин отмахивается от нее. Дебби снятся кошмары, связанные с подвалом, особенно с исповедальней. Марвин убеждает Дебби вести дневник своих кошмаров, чтобы он мог провести их психоанализ. На следующее утро группу посещает миссис Мориарти, эксцентричный бывший секретарь церкви.
Марвин и Билл исследуют подвал, и Билл находит исповедальню среди других артефактов из церкви. После того, как по всему дому происходит вспышка явного полтергейста, вся группа убеждается, что в доме обитают привидения, за исключением Марвина. Чтобы успокоить нервы, они планируют пойти поужинать в местный бар. Фрэнк, страдающий мигренью, остается дома один. В таверне Марвин разговаривает с двумя пожилыми мужчинами о паранормальных явлениях в городе и считает, что это не что иное, как случай массовой истерии. Мужчины воспитывают мальчика, убившего всю свою семью и, возможно, одержимого, и подразумевая, что дом, в котором сейчас находится Марвин, вероятно, одержим. В то же время Дебби встречает миссис. Мориарти снова в ванной, где она невнятно разглагольствует и бредит о священнике, который когда-то жил в доме.
На следующий день миссис Мориарти снова останавливается у дома, но сталкивается с невидимым нападавшим и сбрасывается с подвальной лестницы насмерть. Ее убийство случайно записано на видеокамеру, которую Билл оставил в доме. Тем временем Дебби видит тревожное видение человека, висящего на дереве перед домом. Полицию вызывают после того, как тело миссис Мориарти находят, и детектив рассказывает Марвину о ее связи с домом; он также сообщает, что полиция опознала убийцу священника, местного подростка, но он повесился до того, как был задержан.
Эбигейл обеспокоена этим событием и уходит. Марвин начинает пытаться расшифровать дневники сновидений Дебби, которые, как понимает Билл, состоят из записей экзорцизма на латыни. Тем временем Дебби переживает кошмар, в котором она становится свидетелем правды об убийстве священника: он был застрелен своим внебрачным сыном, зачатым во время сексуального свидания с прихожанкой, которая мстила за то, что ее бросили. Она просыпается и ищет Марвина, которого находит мертвым в исповедальне в подвале. Там ей противостоит Фрэнк, одержимый внебрачным сыном священника. Тем временем полиция, расследующая убийство миссис Мориарти, просматривает видеозапись и может идентифицировать Фрэнка как преступника на основании его обуви, которая заснята на пленку.
Тем временем Фрэнк преследует Дебби по дому, во время чего она уродует его, сжигая ему лицо. Он продолжает преследовать ее, пытаясь пронзить ее крестным ходом. Дебби удается остановить его, стреляя в него из пистолета для гвоздей. Эбигейл возвращается и находит Фрэнка, по-видимому, мертвым, но он просыпается и начинает ее душить. Используя крест для процессии, Дебби пронзает Фрэнка ножом в грудь, пронзая его до смерти. Позже полиция выводит Дебби и Эбигейл из дома. Детектив показывает Дебби фотографию маленького мальчика — незаконнорожденного сына священника, найденного на месте преступления. Он спрашивает, принадлежит ли она ей, на что она отвечает, что это принадлежит дому.

## В ролях
- Ким Коутс — Френк
- Дона Уайтман — Дэбби
- Хэлен Хьюдженс — Миссис Мориарти
- Дэвид Стэйн — Марвин
- Энтони Дин Рубеш — Билл
- Кассандра Гава — Эбигейл
- Ян Рубеш — Священник
- Скотт Яфи — Тощий мальчишка

## Релиз
Фильм вышел в прокат в 1989 году и появился на VHS в мае 1990 года. Это единственный фильм серии, неизданный в США на DVD.